# Stephan Komduur
Stephan Komduur (Amsterdam, 1995) is een Nederlandse radiopresentator en journalist. Voor BNNVARA presenteert hij radioprogramma's op NPO Radio 1.

## Biografie
Komduur  begon zijn radiocarrière bij de lokale omroepen van Nijmegen en Amsterdam. In 2018 begon hij als stagiair bij het NPO Radio 1-programma De Nieuws BV. Via het opleidingstraject de NPO Campus presenteerde hij eveneens diverse nachtprogramma's op NPO Radio 1. 
In 2021 begon hij bij BNNVARA, waar hij Gaan! De extra vroege ochtendshow en De Wereld van BNNVARA presenteerde. 
In januari 2022 begon BNNVARA met het programma Vroeg! op NPO Radio 1. Komduur is al vanaf het begin een van de presentatoren. Elke werkdag tussen 5.00 uur en 6.00 uur wordt er een gast geïnterviewd over een actualiteit van die dag. In 2022 won hij de Philip Bloemendal Prijs, voor jonge getalenteerde journalisten.
Sinds februari 2024 is Komduur presentator van De Nieuws BV. Hij neemt het programma op vrijdagmiddag voor zijn rekening. Natasja Gibbs presenteert van maandag tot en met donderdag.